# Polydektes (Sparta)
Polydektes (altgriechisch Πολυδέκτης Polydéktes) war ein König von Sparta aus dem Königshaus der Eurypontiden. Während seiner Regierungszeit soll in Sparta Frieden geherrscht haben.
Nach Herodot war Polydektes der Sohn seines Vorgängers Prytanis und Vater des Eunomos. Nach Plutarch und Pausanias war er der Sohn des Eunomos und dessen erster Frau und der Enkel des Prytanis. In dieser Frage folgt man jedoch den Angaben des Herodot, da es sich um die ältere Quelle handelt. Bei Eusebios von Caesarea, der den Ausführungen Diodors folgte, regierte nach Prytanis Eunomos. Diese Liste ist jedoch lückenhaft und so denkt man, dass zwischen Prytanis und Eunomes Polydektes ausgefallen ist und ergänzt werden muss.
Nach Dieuchidas von Megara war der spartanische Gesetzgeber Lykurg der Sohn des Eunomos und dessen zweiter Frau Dionassa und somit ein Halbbruder des Polydektes. Eunomos wurde, als er einen Streit in der Bevölkerung schlichten wollte, mit einem Fleischermesser getötet. Polydektes bestieg als ältester Sohn den Thron, regierte aber nur kurze Zeit, bis er starb. Polydektes Frau war schwanger und so regierte Lykurg bis zur Geburt des Charilaos.